# Qinisile Mabuza
Bản mẫu:Infobox judge
Qinisile Mabuza là một Thẩm phán người Swazi  và là nữ thẩm phán đầu tiên được bổ nhiệm ở Swaziland. Bà cũng là nữ luật sư đầu tiên khi bà được bổ nhiệm vào năm 1978

## Sự nghiệp
Qinisile Mabuza trở thành nữ luật sư đầu tiên ở Swaziland khi bà được nhận vào năm 1978, và tiếp tục trở thành nữ thẩm phán đầu tiên. Trong năm 2010, bà phụ trách một phán quyết cho phép phụ nữ Swazi bình đẳng trong quyền sở hữu tài sản, đã hiệu lực từ khi thông qua Hiến pháp Swaziland năm 2005. Bà là nữ thẩm phán duy nhất của Swazi vào thời điểm này, mặc dù một nữ thẩm phán thứ hai đã được bổ nhiệm. Mabuza là thành viên của đội tìm kiếm sự thật thay mặt Tòa án Công lý Quốc tế để điều tra xung quanh vụ việc đình chỉ ba Thẩm phán ở đó.
Các phương tiện truyền thông Swaziland báo cáo trong năm 2014 rằng Chánh án Michael Ramodibedi đã ban hành lệnh bắt giữ ba Thẩm phán, và đã yêu cầu cảnh sát theo dõi các hành động của Mabuza. Điều này đã bị bác bỏ, nhưng được cho là để đáp lại sự phản đối của họ về việc bổ nhiệm Thẩm phán Mpendulo Simelane. Vua Mswati III xác nhận Mabuza là một đại diện Tòa án Tư pháp Thị trường chung Đông và Nam Phi (COMESA) năm 2015. Điều này chống lại lời đề nghị của Ramodibedi
, người đã thay vì đẩy để đại diện cho Swaziland tại tòa án. Mabuza sau đó đã được chọn làm người đứng đầu Tòa án COMESA sơ thẩm vào tháng 9 năm 2016.